# Grandate
Grandate (Grandaa in dialetto comasco, AFI: /ɡraŋˈdaː/) è un comune italiano di 2 839 abitanti della provincia di Como in Lombardia.

## Storia
Nonostante i ritrovamenti (nell'ultima metà del XIX secolo e nel 2011) di sepolture di età protostorica nel territorio di Grandate, ad oggi, non si hanno sufficienti elementi per far risalire le proprie origini ad un'era così remota.
Il ritrovamento di un tratto di strada glareata (acciottolata) che portava a Como, nei pressi del santuario di Santa Maria Bambina, testimonia invece come il territorio fosse già sfruttato in età romana.
Negli Statuti di Como del 1335, il “comune de Grandate” risultava far parte della pieve di Zezio (Statuti di Como 1335, Determinatio mensurarum), da cui dipense fino alla metà del XVIII secolo.
Nel 1751, il territorio di Grandate comprendeva anche i cassinaggi di “Cassina San Poso”, “Isola” e "Cassina della Madonna”, per complessivi 336 abitanti. 
Non era infeudato e ogni tre lustri pagava per la redenzione la somma di lire 23 alla città di Como che li versava alla regia Camera. 
Nel comune erano attivi due consoli, ognuno dei quali rappresentava una famiglia di massari, che si alternavano mensilmente e che fungevano, anche, da esattori. Le decisioni comunali erano deliberate da un consiglio, convocato dal console, che si riuniva al suono della campana nella piazza della chiesa parrocchiale. All’agente della cosiddetta “Casa Ciceri” spettava il compito di conservare e amministrare del patrimonio comunale, nonché la vigilanza sui pubblici riparti. Il 19 giugno 1756, con la riforma del governo della città e contado di Como , il comune di Grandate venne inserito nella istituenda pieve di Zezio inferiore del territorio di Como, che nel 1791 fu inclusa nel II distretto censuario della provincia di Como.
Durante la Repubblica Cisalpina, nel 1797 si decise di inserire comune di Grandate nel dipartimento del Lario, distretto della pieve di Zezio inferiore. L'anno seguente il comune venne tuttavia trasportato nel dipartimento dell’Olona, distretto XXVIII di Cantù, per poi tornare nel 1801 a far parte del ricostituito dipartimento del Lario.
Nel 1808 Grandate fu aggregato al comune di Como.
Nel 1816, con il Regno lombardo-veneto, il ricostituito comune di Grandate venne inserito nel distretto II di Como.
Quando nel 1859 le province lombarde furono temporaneamente annesse al Regno di Sardegna, il comune di Grandate, retto da un consiglio di quindici membri e da una giunta di due membri, fu incluso nel mandamento III di Como, circondario I di Como, provincia di Como.
Dal 1861 ad oggi, la storia di Grandate ha seguito le vicende nazionali.

### Simboli
Lo stemma e il gonfalone sono stati concessi con decreto del presidente della Repubblica del 4 aprile 1974.
Il vaso di cristallo è simbolo delle numerose cristallerie presenti sul territorio; le spighe di grano poste nel vaso, rievocano l'attività agricola locale.
Il gonfalone è un drappo troncato di bianco e di rosso.

## Monumenti e luoghi d'interesse

### Architetture religiose

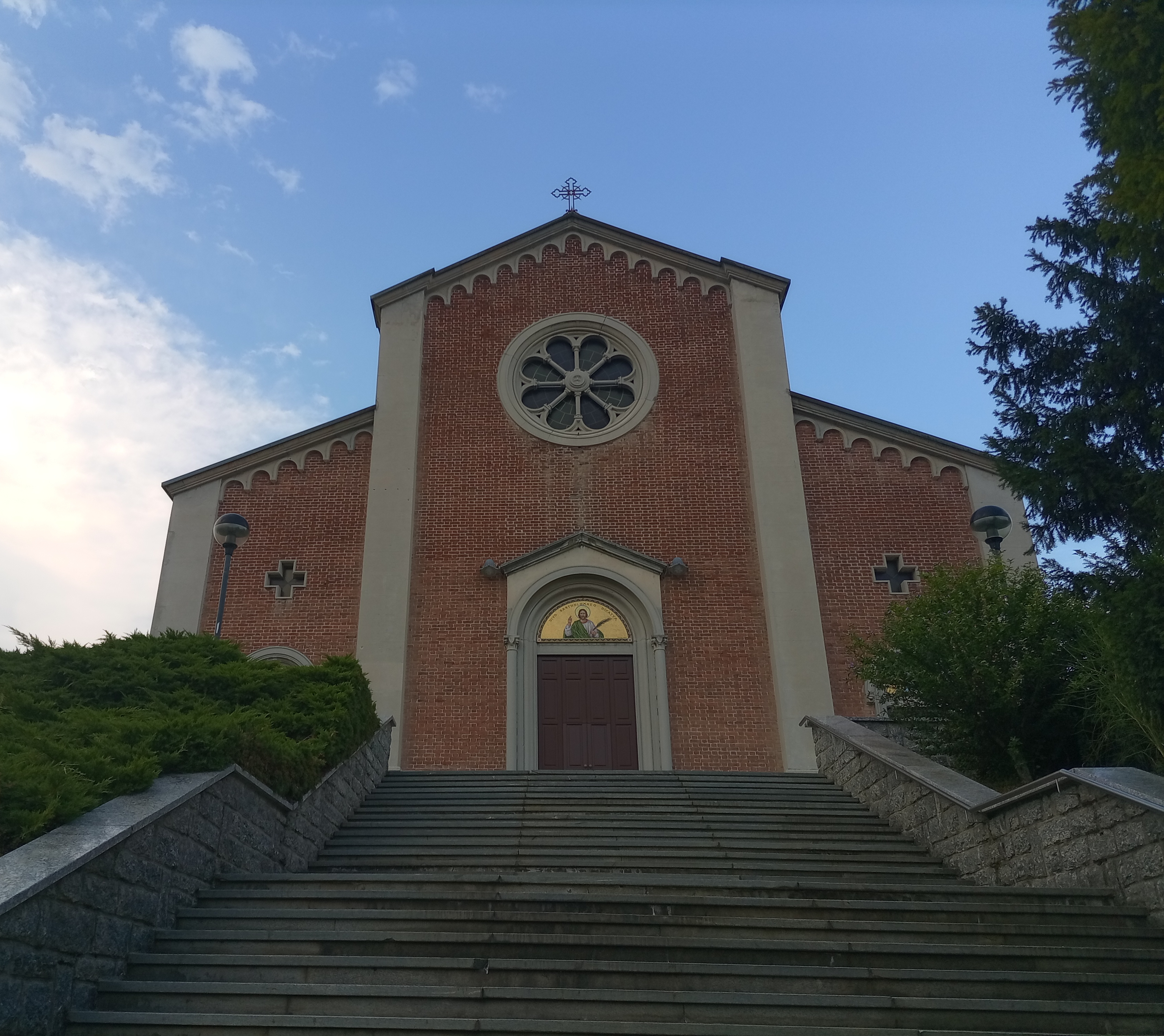
Nuova parrocchiale di San Bartolomeo

#### Nuova chiesa parrocchiale di San Bartolomeo
La nuova chiesa di San Bartolomeo fu costruita tra il 1925 e il 1932 in sostituzione della precedente parrocchiale e fu oggetto di importanti restauri negli anni 1976-1978. La consacrazione della chiesa avvenne in data 3 settembre 1927, per mano del vescovo di Como Adolfo Pagani.

#### Santuario della Madonna della Noce

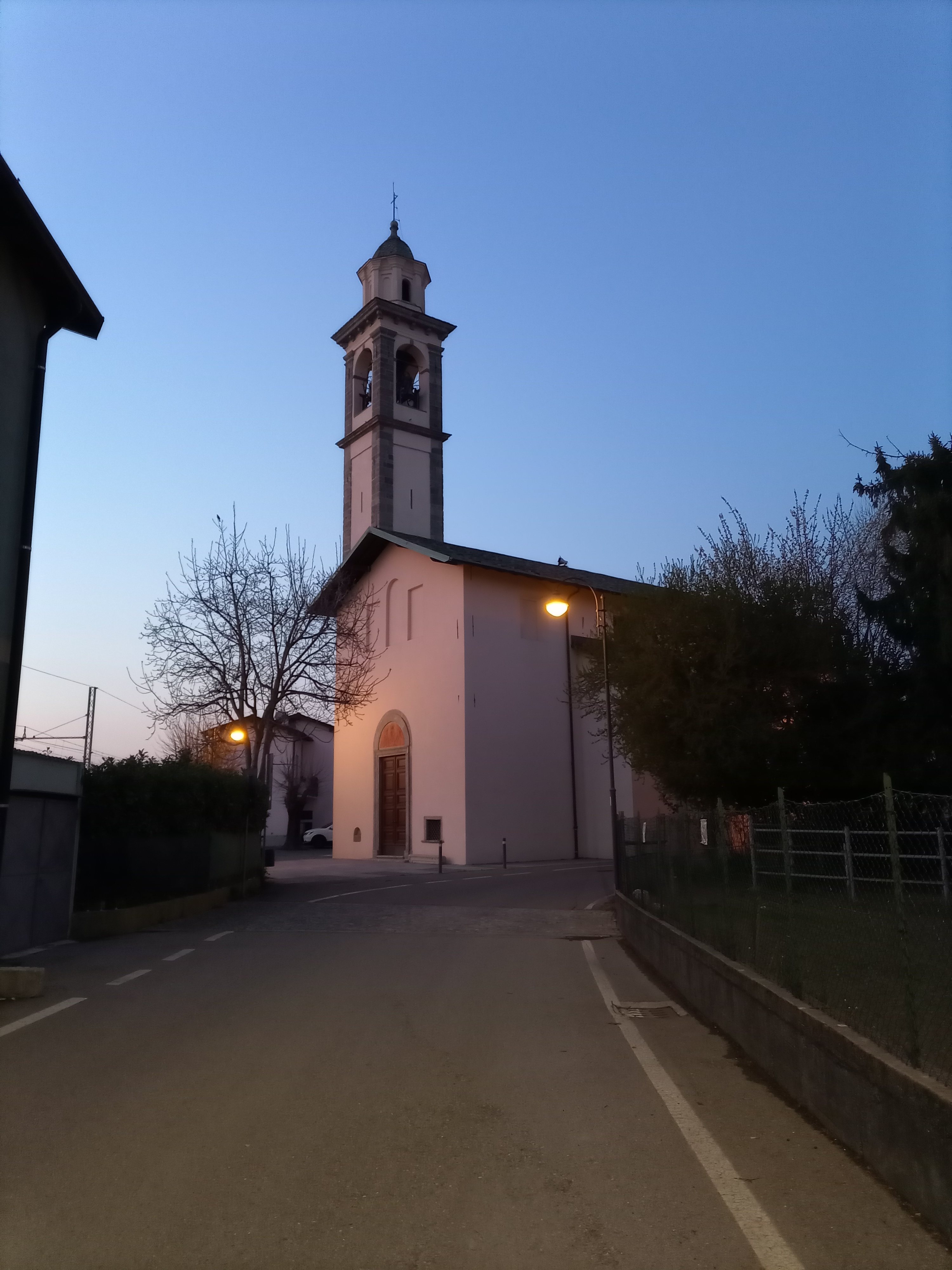
Santuario della Madonna della Noce

Il Santuario della Madonna della Noce fu eretto nel XV secolo sulla base di un precedente oratorio altomedievale, a sua volta costruita su sacello paleocristiano addossato a una fortificazione militare che in età romana sorvegliava la vicina via Regina. Oratorio che, a partire dal bassomedioevo e fino al XVIII secolo fu progressivamente ampliato fino a raggiungere le dimensioni della chiesa attuale.
Dal bassomedioevo fino almeno al 1758 la chiesa esercitò il ruolo di comparrocchiale.
Oggi l'esterno della chiesa si presenta con una facciata a capanna, caratterizzata da un portale sormontato da una lunetta contenente un altorilievo in cotto (1970). L'interno è a navata singola chiusa da un'abside quadrata sormontata da cupola. Nelle pareti laterali s'innestano due cappelle adornate da affreschi e stucchi, alcuni dei quali databili al XVII secolo.
In origine il santuario era dedicato alla Madonna di Loreto, tuttora venerata in un'effige di un rilievo marmoreo trecentesco dalla forma circolare collocato all'interno della chiesa. Al 1470 risale invece un affresco mariano parimenti conservato internamente al Santuario. La tradizione popolare prima e, nel 1947, il vescovo Alessandro Macchi ribattezzarono la chiesa come Santuario dedicato a Santa Maria Bambina, una statua della quale si trova dal 1938 ai piedi dell'affresco. La chiesa è annoverata nell'elenco dei santuari e templi votivi della diocesi di Como.

#### Ex-chiesa parrocchiale di San Bartolomeo e San Pos
In via Verdi è ancora possibile vedere il possente edificio (alto 15 metri) che ospitò la vecchia parrocchiale di San Bartolomeo dal 1578 fino al 1927, anno in cui fu sconsacrata e riadattata a falegnameria. La vecchia chiesa, che al suo interno conservava una serie di raffigurazioni di angeli, fu costruita nel 1306 dai mercanti Cazanore di Blevio.
L'edificio non fu tuttavia la prima parrocchiale di Grandate, in quanto tale privilegio spettò all'antica chiesa di Sant'Adalberto, oggi non più esistente ma per lungo tempo - certamente fino alla prima metà del XVII secolo e probabilmente già dall'VIII-IX secolo - collocata in località San Pos (o Sanposs). Il toponimo di questa località è frutto della contrazione di Sanctorum pausa espressione latina da riferire a un episodio avvenuto nel 1164, quando l'arcivescovo Rainaldo di Dassel fece fare una pausa, ossia una sosta, al corteo che lo stava riaccompagnando a Colonia assieme alle reliquie dei "santi" Magi, trafugate due anni prima dalla basilica di Sant'Eustorgio durante la distruzione di Milano.

#### Altro
- Chiesa del Santissimo Salvatore, costruita attorno agli anni 1970 all'interno del monastero benedettino.[21]

### Architetture civili
- Villa Borella (XVIII secolo), attuale centro civico, già appartenutà alle suore ospedaliere dell'Ospedale Sant'Anna.[19]
- Villa Ciceri (XVIII secolo)[19], localizzata su un colle nella zona nord di Grandate, dal 1954 ospita il Monastero del Santissimo Salvatore delle Benedettine dell'adorazione perpetua del Santissimo Sacramento[21]. Sul colle dove si trova il monastero, in epoca medievale sorgeva una fortificazione militare in collegamento visivo con il castello di Lucino e il Baradello.
- Sostra de Grandáa (XX secolo) stalla dove vivevano i primi immigrati arrivati nel Comasco, anche locuzione per esprimere l'accoglienza e generosità delle vallate ricambiata in malo modo dai nuovi arrivati.

## Cultura

### Musei
- Museo del cavallo giocattolo[22]

## Società

### Evoluzione demografica

#### Prima dell'unità d'Italia
- 1771: 422 abitanti[7].
- 1799: 450 abitanti[8].
- 1805: 444 abitanti[8].
- 1853: 716 abitanti[9].
- 1859: 741 abitanti[10].

#### Dopo l'unità d'Italia
Abitanti censiti

## Economia

### Industria
Grandate ospita la sede della Artsana.

## Infrastrutture e trasporti

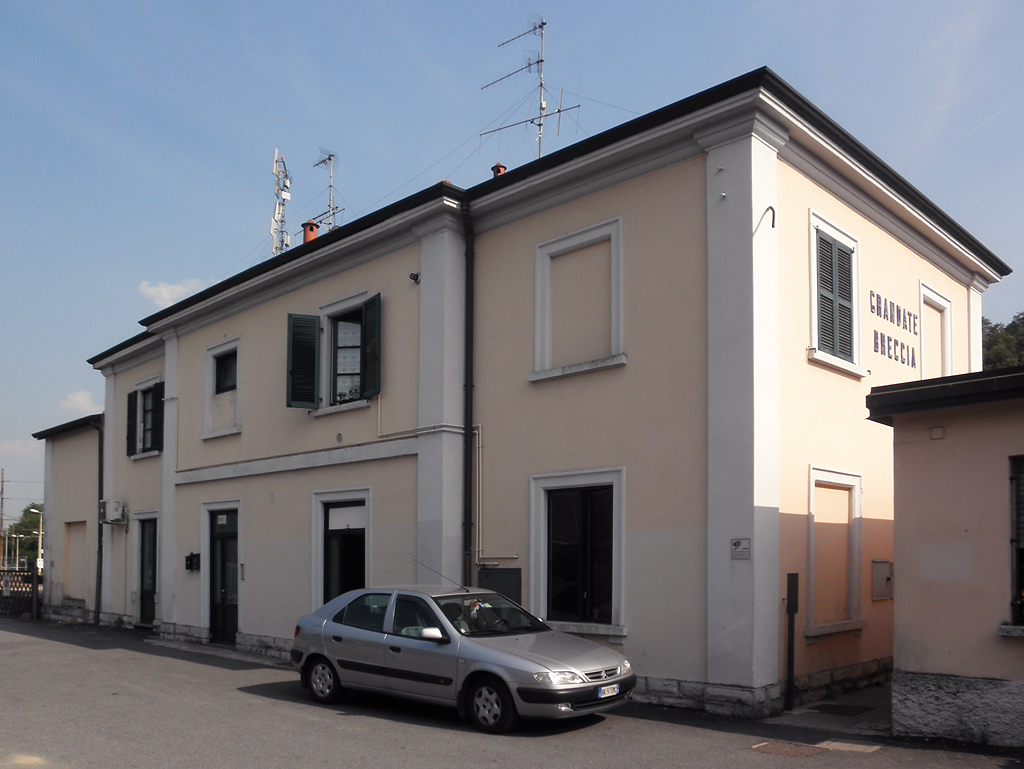
Il fabbricato viaggiatori di stazione

Il comune insieme al quartiere di Breccia è servito dalla ferrovia Como-Saronno tramite la Stazione di Grandate-Breccia delle Ferrovie Nord Milano. Fino al 1966 era in funzione anche la linea Como-Varese sempre delle Ferrovie Nord Milano che collegava direttamente con Varese Nord.

## Amministrazione

### Gemellaggi
- Pocé-sur-Cisse

### Esplicative
1. ↑  Per il dialetto comasco, si utilizza l'ortografia ticinese, introdotta a partire dal 1969 dall'associazione culturale Famiglia Comasca nei vocabolari, nei documenti e nella produzione letteraria.

### Bibliografiche
1. 1 2   Bilancio demografico mensile anno 2024 (dati provvisori), su demo.istat.it, ISTAT.
2. ↑   Classificazione sismica (XLS), su rischi.protezionecivile.gov.it.
3. ↑   Tabella dei gradi/giorno dei Comuni italiani raggruppati per Regione e Provincia (PDF), in Legge 26 agosto 1993, n. 412, allegato A, Agenzia nazionale per le nuove tecnologie, l'energia e lo sviluppo economico sostenibile, 1º marzo 2011,  p. 151. URL consultato il 25 aprile 2012 (archiviato dall'url originale il 1º gennaio 2017).
4. ↑   AA. VV., Dizionario di toponomastica. Storia e significato dei nomi geografici italiani., Milano, Garzanti, 1996,  p. 314, ISBN 88-11-30500-4.
5. 1 2   Lorenzo Mor, otti, Tombe celtiche a Grandate, conferenza al centro di via San Pos, su corrieredicomo.it. URL consultato il 6 gennaio 2020 (archiviato dall'url originale il 21 ottobre 2021).
6. 1 2 3 4 5   Comune di Grandate, sec. XIV - 1757, su Istituzioni storiche – Lombardia Beni Culturali. URL consultato il 6 gennaio 2020.
7. 1 2   Comune di Grandate, 1757 - 1797, su Istituzioni storiche – Lombardia Beni Culturali. URL consultato il 6 gennaio 2020.
8. 1 2 3 4 5   Comune di Grandate, 1798 - 1808, su Istituzioni storiche – Lombardia Beni Culturali. URL consultato il 6 gennaio 2020.
9. 1 2   Comune di Grandate, 1816 - 1859, su Istituzioni storiche – Lombardia Beni Culturali. URL consultato il 6 gennaio 2020.
10. 1 2   Comune di Grandate, 1859 - [1971], su Istituzioni storiche – Lombardia Beni Culturali. URL consultato il 6 gennaio 2020.
11. ↑   Grandate, su Archivio Centrale dello Stato. URL consultato il 15 febbraio 2024.
12. ↑   Chiesa di S. Bartolomeo - complesso, Via Alessandro Volta - Grandate (CO), su Architetture – Lombardia Beni Culturali. URL consultato il 4 maggio 2020.
13. 1 2 3 4 5 6   Storia - Parrocchia S. Bartolomeo Grandate, su San Bartolomeo Grandate. URL consultato il 4 maggio 2020.
14. ↑   Santuario della Madonna della Noce - complesso, Via Madonna della Noce - Grandate (CO), su Architetture – Lombardia Beni Culturali. URL consultato il 4 maggio 2020.
15. 1 2 3 4 5 6 7 8 9   Storia - Santuario Madonna del Noce Grandate, su San Bartolomeo Grandate. URL consultato il 4 maggio 2020.
16. 1 2 3 4 5   Grandatis Antiquitas - Libro Santuario Madonna del Noce, su San Bartolomeo Grandate. URL consultato il 5 maggio 2020.
17. ↑   Parrocchia di San Bartolomeo, sec. XVI - [1989], su Istituzioni storiche – Lombardia Beni Culturali. URL consultato il 5 maggio 2020.
18. ↑   Santuari diocesani e templi votivi – Santuari Diocesani, su santuari.diocesidicomo.it. URL consultato il 21 novembre 2023.
19. 1 2 3 4 5 6  Borghese, p. 237.
20. ↑  (EN) Quando i tre Re Magi transitarono da Milano a Como, su comolive.it. URL consultato il 7 gennaio 2023.
21. 1 2   Chi siamo, su www.benedettinegrandate.it. URL consultato il 24 agosto 2024.
22. ↑   Museo del Cavallo Giocattolo, su museodelcavallogiocattolo.it. URL consultato il 9 giugno 2020.
23. ↑  Statistiche I.Stat ISTAT  URL consultato in data 28-12-2012.
Nota bene: il dato del 2021 si riferisce al dato del censimento permanente al 31 dicembre di quell'anno. Fonte:  Popolazione residente per territorio - serie storica, su esploradati.censimentopopolazione.istat.it.